# Шарлово (селище)
Шарлово (рос. Шарлово) — селище в Вешкаймському районі Ульяновської області Російської Федерації.
Населення становить 1160 осіб. Входить до складу муніципального утворення Єрмоловське сільське поселення.

## Історія
Від 2004 року входить до складу муніципального утворення Єрмоловське сільське поселення.

## Населення
| 2010 |
| ---- |
| 1160 |